# Herning SK
Herning SK – duński klub szachowy z siedzibą w Herning.

## Historia
Klub powstał w 1926 roku. Zespół uczestniczył w pierwszym sezonie 1. division (1962/1963), zajmując szóste miejsce. W składzie drużyny znajdowali się wówczas m.in. Sigfred From i Jens Kølbæk. Identyczne osiągnięcie zespół zapewnił sobie rok później, jednak w 1965 roku spadł z ligi. W sezonie 1966/1967 Herning SK ponownie grał w 1. division, jednak zakończył rozgrywki na miejscu spadkowym. W 1969 roku zespół ponownie awansował do najwyższej klasy rozgrywkowej. W sezonach 1969/1970 i 1970/1971 szachiści klubu zajęli piąte miejsce. W 1972 roku drużyna spadła z ligi, a powróciła do niej na jeden sezon w 1977 roku. W 1998 roku nastąpiło połączenie Herning SK z założonym w 1905 roku Herning Skakforening.